# Buru (beach soccer)
Pour les articles homonymes, voir Buru.
Venícius Ribeiro Mariane Fambre dit Buru, né le 14 avril 1976 à Vitória dans l'état d'Espírito Santo, est un joueur de beach soccer brésilien évoluant au poste de défenseur.
Avec l'Équipe du Brésil de beach soccer, il remporte les Coupes du monde en 2006, 2007, 2008 et 2009. En 2007, il est également désigné meilleur joueur et meilleur buteur de la compétition.

## Biographie
Buru commence à jouer au football à 11 ans à l'América Mineiro, et également au futsal. Il fait ses débuts équipe du Brésil de beach soccer en mars 1998 à Guarapari alors qu'il évolue dans le championnat brésilien dont il vient d'être nommé co-meilleur joueur sous les couleurs d'Espírito Santo.
En 2008, Buru participe au championnat des États brésiliens avec l'équipe de Rio de Janeiro.
En 2011, Buru remporte la Coupe des champions du Brésil avec Espírito Santo, marquant deux buts en finale.
Après une année 2011 sans convocation en sélection brésilienne, Buru est à nouveau rappelé l'année suivante à 36 ans. Néanmoins, il ne fait pas partie de l'équipe qui participe à la Coupe du monde 2013.

## Palmarès

### En sélection
- Coupe du monde (4)
  - Vainqueur en 2006, 2007, 2008 et 2009
  - Finaliste en 2011
  - 3e en 2005

- Championnat de beach soccer CONMEBOL (5)
  - Vainqueur en 2005, 2006, 2008, 2009 et 2011

- BSWW Mundialito (6)
  - Vainqueur en 2004, 2005, 2006, 2007, 2010 et 2011
  - Finaliste en 2003, 2008 et 2009

### En club
Espírito Santo
- Champion des États brésiliens en 2000 et 2001
- Vainqueur de la Coupe des champions du Brésil en 2011

### Individuel
- Coupe du monde de beach soccer
  - Meilleur joueur en 2007
  - Meilleur buteur en 2007

- Mundialito
  - Meilleur joueur en 2006

- Championnat des États brésiliens
  - Co-meilleur joueur en 1998